# Aipysurus laevis
Espèce
Synonymes
- Hypotropis jukesii Gray, 1846
- Aipysurus fuliginosus Duméril, Bibron & Duméril, 1854

Statut de conservation UICN

 LC  : Préoccupation mineure
Aipysurus laevis est une espèce de serpents de la famille des Elapidae.

## Répartition
Cette espèce marine se rencontre dans l'océan Indien et l'océan Pacifique dans les eaux de l'Indonésie, de la Papouasie-Nouvelle-Guinée, de la Nouvelle-Calédonie et de l'Australie.

## Description
C'est un serpent venimeux et vivipare. Il possède des photorécepteurs dans la peau de la queue, ce qui lui permet de détecter la lumière et s'assurer probablement qu'il est complètement caché, y compris sa queue, à l'intérieur des trous de corail où il vit dans la journée.

## Taxinomie
La sous-espèce Aipysurus laevis pooleorum a été élevée au rang d'espèce.

## Publication originale
- Lacépède, 1804 : Mémoire sur plusieurs animaux de la Nouvelle-Hollande dont la description n’a pas encore été publiée. Annales du Muséum National d’Histoire Naturelle, Paris, vol. 4, p. 184-211 (texte intégral).